# ارلنباخ (جاگست)
ارلنباخ (به آلمانی: Erlenbach) یک آب‌گذر در آلمان است که در نکار-ادنوالد واقع شده‌است.